# Euphyia pacanagliensis
Euphyia pacanagliensis är en fjärilsart som beskrevs av Loritz 1952. Euphyia pacanagliensis ingår i släktet Euphyia och familjen mätare. Inga underarter finns listade i Catalogue of Life.